# 福建都城隍庙
福建都城隍庙，即福州都城隍庙，又称福州城隍庙、冶山城隍庙。位于中国福建省福州市冶山南麓的鼓屏路和湖东路交界处卫生厅侧云步山巷内，庙宇始建于晋武帝太康三年（282年），由福州置郡后首任太守严高迁城于越王山所建，为全国第二早的城隍庙。都城隍庙在历史上曾多次被毁，特别是在“文革”时期损毁严重。现庙宇为上世纪90年代，据传在原阴阳司、侯爷殿的旧址上重建。

## 历史沿革

### 建庙过程
据《榕城考古略》载：“庙创于晋安郡后，郡守严高迁城于越王山时所建。”福州城隍庙几经毁建。南宋绍兴二十七年(1157年)，郡守沈倜增创堂宇，扩大规模。淳熙五年(1178年)增建更衣亭、肃仪亭。元至元末，两亭俱毁。明洪武二年(1369年)，福州冶山城隍庙被赐封为“监察司民威灵公”。洪武十七年(1384年)，依朱元璋诏令改称福州府城隍之神。成化十八年(1482年)知府唐珣重修。正德十年(1515年)，改外大门为华表，万历十年(1582年)毁于火灾，不久重新修建。清康熙二十年(1681年)重修。雍正年间(1723～1735年)改府城隍为都城隍，神牌题匾都城隍。乾隆十三年(1748年)，郡人何长浩重修，50年代还部分保存，“文化大革命”中受到严重破坏。现存的福州鼓屏路云瑞巷17号系原城隍庙庞大建筑群中“阴阳司”主殿，共3间，进深10几米，殿后还有台基花园。 
由于闽台之间特有地缘和文化关系，台湾各地现有的大小49座城隍庙，曾奉福州冶山都城隍庙为祖庙。1978年，海峡两岸人士恢复交往后，台南、南投、新竹等地台胞组织进香团，专程来福州寻根认祖、晋谒祖庙和举行分灵节仪式，并捐资修缮、规划修复和保护福建都城隍庙。

## 祀神概述
福州都城隍庙供奉主神城隍是汉代御史周苛。周苛于楚汉相争时为刘邦守荥阳，被项羽烹杀，刘邦即位后，嘉苛忠烈，命令全国各郡县立庙祀之。
都城隍庙附祀许多历代的名臣良吏、清官乡贤人物。如唐朝光禄大夫樊公、五代辅佐王审知有功的刘昌祖、宋朝任福州知州的蔡襄，南唐时尤溪守将卢珖、元朝太尉忠献董元炳、明朝率兵攻入福州战胜元军，秋毫勿犯，保住福州城有功的汤和等十几位之多。